# Politici religioase în timpul lui Constantin cel Mare
Politicile religioase ale lui Constantin cel Mare vizau creșterea toleranței față de Creștinism, precum și reglementări mai stricte împotriva practicilor politeismului roman . Aceasta a marcat o schimbare radicală de la politicile religioase ale predecesorilor săi, ce nu tolerau creștinismul. Legile și decretele sale includeau interdicții privind construcția de noi temple,  timp în care încă se tolerau sacrificiile păgâne .  Mai târziu, în timpul domniei sale, el a dat ordine pentru dărâmarea templelor păgâne de pe teritoriul Imperiului Roman.   

## Trecerea la creștinism
Potrivit istoricilor Bisericii în apropierea morții sale, pe patul de moarte, Constantin s-a convertit la creștinism și a fost botezat, făcându-l astfel primul împărat creștin al Imperiului Roman. Nu există documente istorice însă care să ateste o intenție anterioară de a deveni membru al Bisericii.   Constantin a fost botezat de Eusebiu de Nicomidia, episcopul orașului în care s-a mutat în apropierea morții sale. 

## Interzicerea construcției unor noi temple și lipsa de toleranță față de sacrificii
Constantin, deși era simpatizant al creștinismului, nu a scos în afara legii păgânismul; în cuvintele unui edict timpuriu, el a decretat că politeiștii pot „sărbători riturile unei iluzii învechite”, atât timp cât nu îi forțează pe creștini să se alăture lor.   Într-o scrisoare către regele Persiei, Constantin a scris cum a umbrit „sângele abominabil și mirosurile urâtoare” ale sacrificiilor păgâne și, în schimb, s-a închinat Înaltului Dumnezeu „pe genunchi îndoit”,   și în noua capitală. pe care el a construit-o, Constantin s-a asigurat că nu au fost construite temple păgâne.  Constantin interzice în mod regulat diverse sacrificii publice și închide templele păgâne.  
Constantin a închinat lui Dumnezeu Constantinopolul împreună cu doi neoplatoniști și prieteni de ai lui, Sopater și Praetextus prezenți la închinarea sa. Un an și jumătate mai târziu după ce a dedicat orașul Constantinopol, în data de 11 mai 330, când s-a sărbătorit festivalul Sfântului Mocius, orașul a fost în sfârșit închinat. Zeița Tyche a fost invitată să vină să locuiască în oraș, iar statuia ei a fost așezată în mâna statuii împăratului care se afla deasupra Coloanei lui Constantin, pe Forumul cu același nume. Deși până acum Constantin susținea deschis creștinismul, orașul încă oferea spațiu cultelor păgâne: existau sfinții pentru Dioscuri și Tyche . Acropola, cu templele antice păgâne, a fost lăsată așa cum era. Cât despre venerarea împăratului, mausoleul lui Constantin i-a acordat un statut asemănător lui Hristos: mormântul său a fost așezat în mijlocul a 12 monumente, fiecare conținând relicve ale unuia dintre Apostoli. Constantin continuase să se angajeze în ritualuri păgâne.  

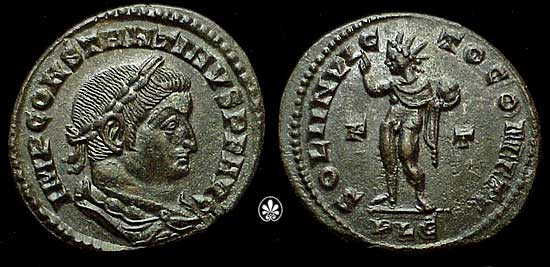
Moneda timpurie a lui Constantin cae comemorează cultul păgân al lui Sol Invictus

După unii autori, emiterea edictului de la Milano,  a arătat că împaratul Constantin a continuat politica de toleranță stabilită de Galerius. El „a continuat să-și plătească onorurile publice către Soare”, până în 325, pe monedele care l-au arătat împreună cu Sol Invictus, în timp ce monedele sale ulterioare arătau semnul Chi-Rho .  În acel an i-a determinat pe episcopii creștini să convoace la Primul Sinod din Niceea și a continuat să se intereseze activ în problemele Bisericii. 
Mulți istorici, inclusiv MacMullen, au văzut semințele persecuției viitoare de către stat în afirmațiile mai beligerante ale lui Constantin cu privire la vechea religie.  Alți istorici subliniază că păgânismul de facto „a fost tolerat în perioada de la Constantin la Gratian. " 
Restricțiile bisericii care se opun călcării templelor păgâne de către creștini erau în vigoare. Episcopii spanioli din 305 d.Hr. au decretat că oricine a rupt idolii și a fost ucis în timp ce făcea acest lucru nu trebuia socotit formal ca martir, deoarece provocarea era prea flagrantă. 
Constantin a devenit primul împărat din epoca creștină care a persecutat grupuri specifice de creștini, donatistii, pentru a pune în aplicare unitatea credinței creștine. 
Eusebiu prezintă diverse edicte în care Constantin și-a exprimat lipsa de susținere și, în timp, dezgustul pentru actul de sacrificiu și închinarea la idoli. Eusebiu ne spune că, în timp ce Constantin își dispunea „țărmurile de minciună”, Constantin nu a încercat să doboare niciunul dintre sfinții sau idolii care populau diverse orașe, inclusiv noua sa capitală Constantinopol. Istoricul TD Barnes face multiple referiri la lucrările lui Eusebiu cu care Barnes atestă că Constantin a fost puternic înverșunat în favoarea interzicerii cultului păgân. În loc să renunțe la lăcașurile de cult păgân, Constantin a ales să interzică în schimb ridicarea mai multor locuri de închinare, precum și extinderea și finanțarea lor. În cele din urmă, în textul Codexului lui Teodosian, Constantin interzice în mod clar „nebunia sacrificiului”. Jertfa era piatra de temelie a religiei păgâne și era necesară pentru închinare. În această scrisoare nu este clar dacă a fost emis de Constantin înainte sau după moartea sa, dar este adresat prefectului său pretorian. Deși Constantin este considerat primul împărat creștin, aceasta nu înseamnă că nu mai există păgâni în imperiu. Totuși, asta nu înseamnă nici că adepții creștini dețineau un avantaj numeric sau o putere suficientă la care să poată apela pentru a începe o persecuție sistematică a păgânilor. În plus, există diverse relatări conform cărora Constantin era încă oarecum tolerant față de păgâni. Edictul său anterior, edictul de la Milano, a fost schimbat în edictul provincilor. Istoricul HA Drake subliniază că acest edict, care a cerut pace și toleranță: „Să nu deranjeze pe nimeni, să nu se lase fiecare să se țină de ceea ce își dorește pământul său ...” Constantin nu a inversat niciodată acest edict și Drake chiar a mers până la cred că Constantin ar fi putut încerca să creeze o societate în care două religii s-au contopit pașnic. Indiferent că există dovezi că Constantin a ridicat de fapt mai multe lăcașuri de cult păgâne. Cu istoricul păgân Zosimus, vedem că Constantin a ridicat mai multe statui ale lui Apollo, precum și alți zei păgâni. Deși este clar că Constantin a îndepărtat mulți păgâni din funcție și i-a înlocuit cu creștini, precum și a înlăturat cerința de sacrificiu pentru ofițerii imperiali, Constantin părea să-i pese doar de răspândirea religiei sale. 

## Legislație împotriva magiei și închinării păgâne private
Constantin a legiferat legi împotriva magiei și a închinării private. Un scriitor păgân susține că acest lucru a fost determinat de o teamă ca ceilalți să poată câștiga puterea prin aceste mijloace, întrucât el însuși a obținut puterea prin sfaturile sănătoase ale invitațiilor păgâni, convingându-l de perspicacitatea profeției păgâne.  Atitudinea sa publică față de închinarea păgână este indicată de legislația care solicită consultarea auurilor după ce un amfiteatru a fost lovit de fulgere în anul 320.  Constantin a permis explicit închinarea publică, precum și practicile publice păgâne ca să continue.  Constantin, de asemenea, a emis legi care confirmă drepturile flamens, preoți și duumvirs .  În 321, el a legiferat că venerabila zi a soarelui ar trebui să fie o zi de odihnă pentru toți cetățenii. 

## Distrugerea templelor
Pe parcursul vieții sale a devenit progresiv mai creștin și s-a abatut de la tendințele sincretice pe care părea să le favorizeze uneori, demonstrând astfel, potrivit Enciclopediei Catolice Moderne, că „Dumnezeul creștinilor era într-adevăr un Dumnezeu gelos, care a tolerat nu alți zei lângă el. Biserica nu a putut niciodată să recunoască că stătea în același plan cu alte corpuri religioase.". 
Constantin a avut o atitudine complexă față de moralitate; atât fiul, cât și soția sa au fost executați la instigarea sa, el a distrus Templul Afroditei din Liban  și a ordonat executarea preoților eunuc în Egipt  deoarece acestea au călcat normele morale ale sale. . Potrivit istoricului Ramsay MacMullen, Constantin a dorit să-i elimine pe non-creștini, însă nu aveau mijloacele, iar acesta a trebuit să se mulțumească cu jefuirea templelor lor până la sfârșitul domniei sale.  El a recurs la comentarii disprețuitoare referitoare la vechea religie; scrierea „adevăratei încăpățânări” a păgânilor, a „riturilor și ceremoniilor lor” greșite și a „templelor minciunii” a contrastat cu „splendorile căminului adevărului”. 
Primele episoade de persecuție a păgânismului din istoria creștină a Imperiului Roman au început târziu în timpul domniei lui Constantin, cu ordinele sale de prindere a preoților păgâni și dărâmare a templelor păgâne de pe teritoriul Imperiului Roman.   

## Vezi si
- Coloana șarpelui